# 谢尔曼广场

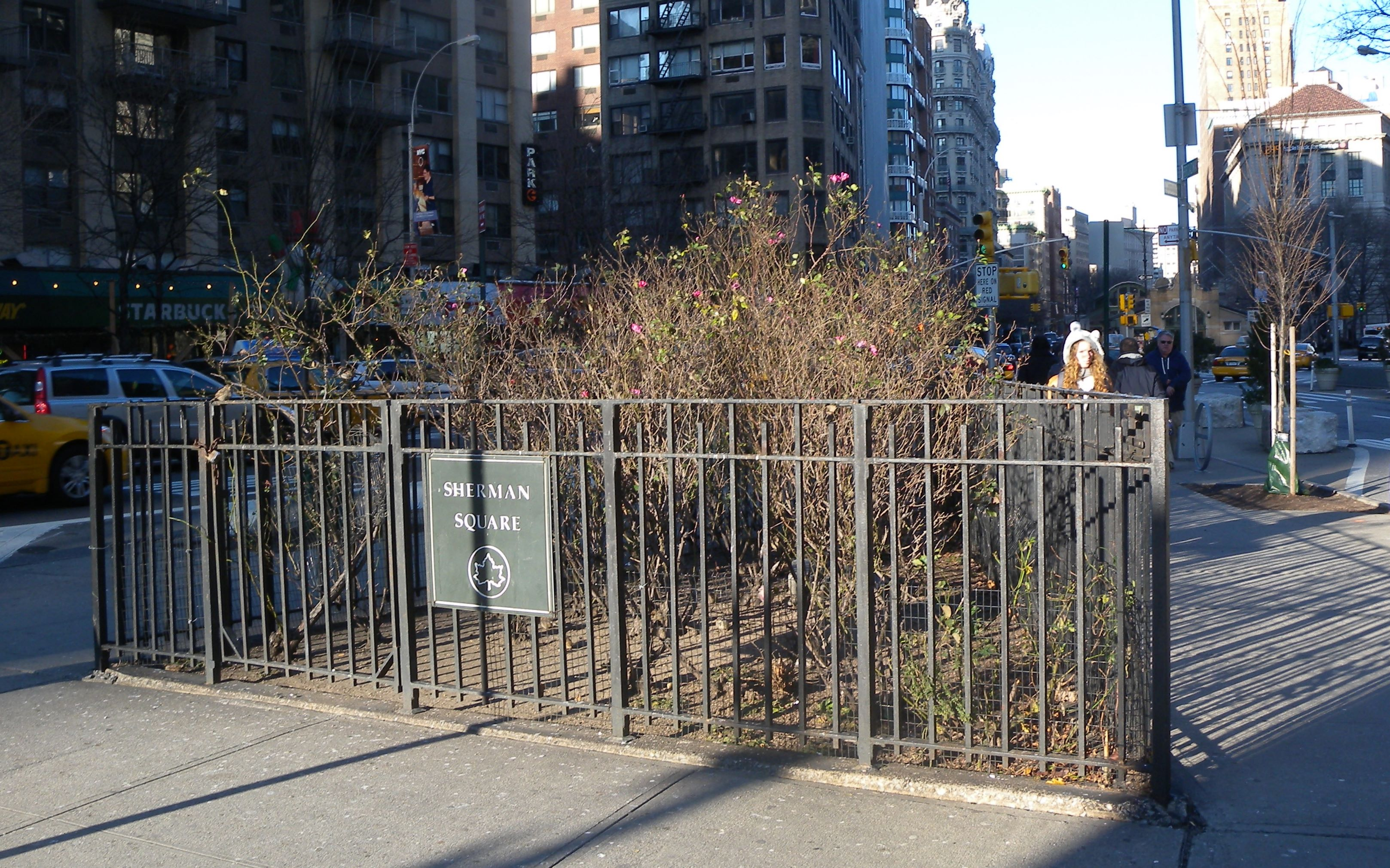
谢尔曼广场

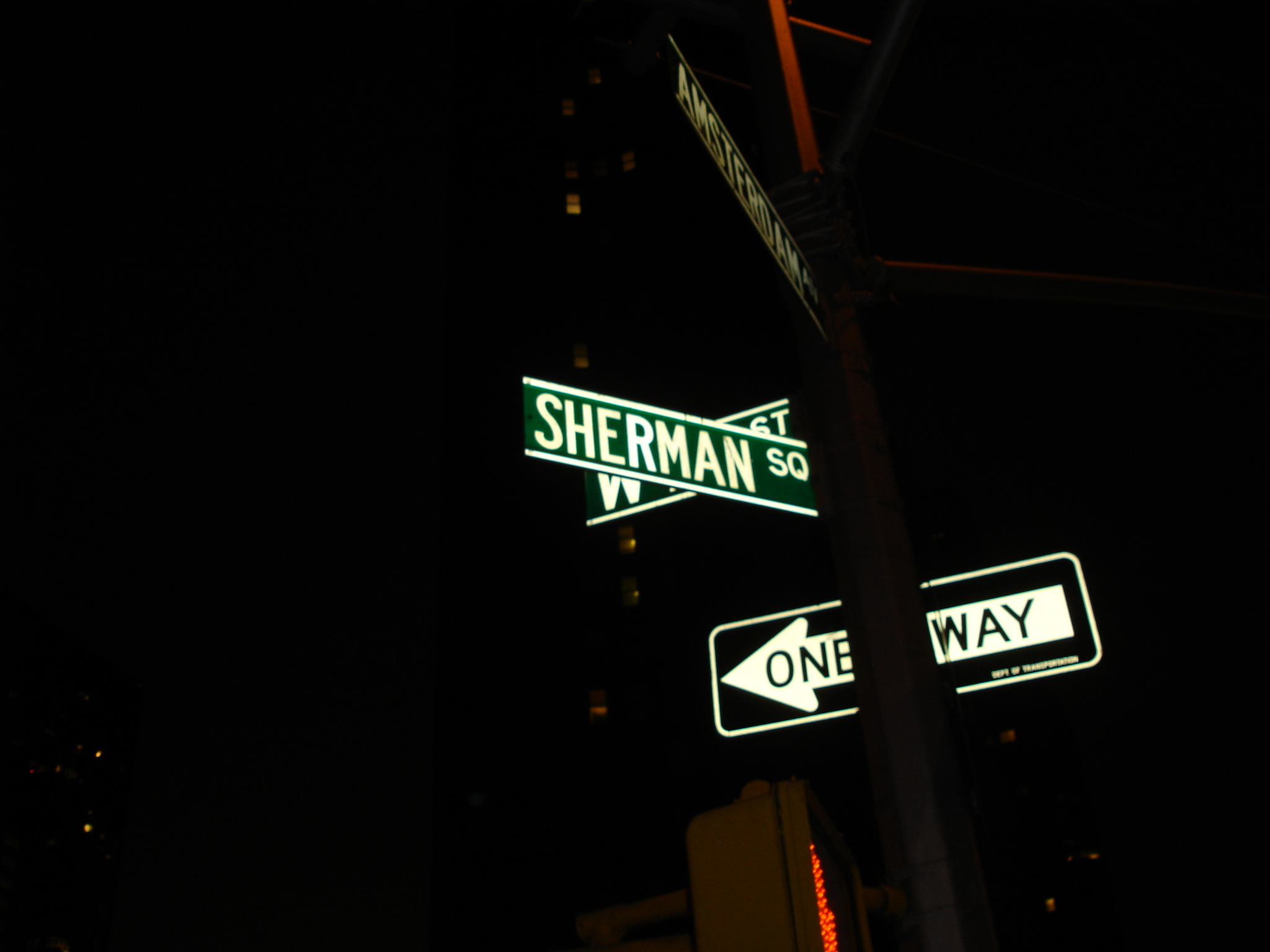
谢尔曼广场的路牌

谢尔曼广场（英語：Sherman Square）是纽约市曼哈顿区上西城的一个小型公共空间，介于百老汇大道、阿姆斯特丹大道与西70街之间。这块土地在1849年被纽约市获得，1891年以曾经居住在附近的谢尔曼将军命名。
，
在20世纪60年代和70年代，谢尔曼广场和毗邻的威尔第广场，被当地吸毒者和毒贩为“扎针公园”（needle park）1971年艾尔·帕西诺主演的电影《毒海鸳鸯》（扎针公园的恐慌）即以此为背景。
优雅的72街車站 (IRT百老匯-第七大道線)也位于此处。